# ليانغ جي
ليانغ جي (بالصينية: 梁捷) هو شخصية أعمال صيني، ولد في 11 فبراير 1975 في غوانزو في الصين.